# Château de Codnor
Le château de Codnor est un édifice dont l'origine remonte au XIe siècle, aujourd'hui en ruine, situé dans le comté anglais du Derbyshire. Bien que répertorié en tant que Scheduled Ancient Monument, le site figure en 2008 au registre officiel des bâtiments à risque.

## Histoire

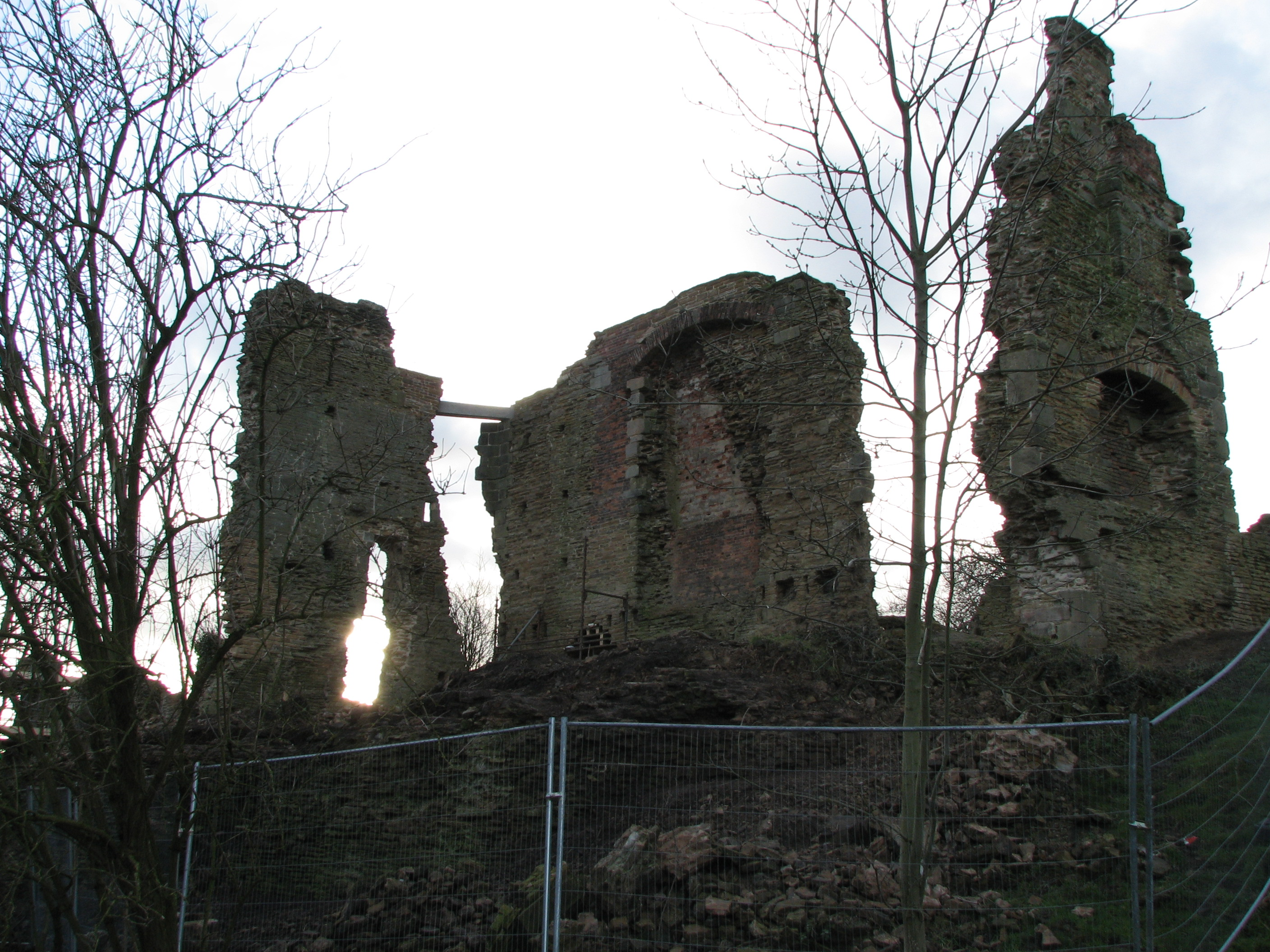
Vue nord-est.

Le château, forteresse à donjon et enceinte de pierre, fut bâti pour Guillaume Peverel, sous la juridiction duquel les terres environnantes avaient été placées après la conquête normande. Les vestiges fragmentaires actuels indiquent un donjon à trois niveaux, une puissante muraille et un fossé, flanqués de tours rondes. L'enceinte extérieure, située plus bas, fut construite ultérieurement. Le château domine la vallée de l'Erewash et les comtés du Derbyshire et du Nottinghamshire. Il était à l'origine doté de douves profondes et son flanc oriental bordé d'une abondance considérable d'arbres, abattus depuis. Du côté ouest s'étendait une cour puissamment défendue par de grosses tours rondes crénelées. D'autres parties des ruines montrent la trace d'ouvertures ménagées dans les murs extérieurs à l'usage des archers.
En 1211, le château était la propriété d'Henry de Grey, descendant du chevalier normand Anchetil de Greye. Dans sa postérité figurent la longue lignée des barons Grey de Codnor, les barons Grey de Ruthyn, Wilton et Rotherfield, Jeanne Grey et les comtes de Stamford, ainsi que les maisons éteintes des ducs de Suffolk et de Kent. Son fils Richard s'installa à Codnor et fut un fidèle baron d'Henri III. Son frère John et lui servirent le roi en terre sainte. John Grey se distingua au cours des guerres d'Écosse et se trouva en grande faveur auprès d'Édouard III. Il partageait avec William d'Eincourt le commandement de tous les chevaliers du Derbyshire et du Nottinghamshire en cas d'invasion.
Henry, dernier du nom, mourut sous le règne d'Henri VIII. Il laissa une partie de ses terres à ses fils, Henry et Richard. Le reste en revint à sa tante Elizabeth Grey, qui épousa en 1429 John Zouche, le plus jeune fils du quatrième baron Zouche d'Harringworth. John Zouche de Codnor fut trois fois high sheriff du Derbyshire (en). Le château demeura deux siècles durant entre les mains des Zouche, jusqu'à leur émigration en Virginie en 1634.
Streynsham Master, high sheriff du Derbyshire, qui habita le château en 1712, est considéré comme la dernière personne à y avoir vécu.

« Le château de Codnor était situé sur une hauteur et disposait d'un ample prolongement vers l'est, dont subsistent une petite partie des murs et un pigeonnier. D'après les murs et les fondations, il semble avoir été une place d'extension considérable. Vers le sud il possédait une vaste cour carrée, avec deux entrées vers le château ; à l'est se trouvait un fossé large et profond au bord duquel poussait une double rangée d'arbres, qui ont été abattus autour de l'an 1738. Le parc du château comptait environ 22 000 acres de terrain. Au début du XIIIe siècle il y avait ici un château ; sous le règne d'Henri III, ce fut la résidence principale de Richard de Grey dont les descendants, les barons Grey, de Codnor, l'ont conservé pendant de nombreuses années jusqu'au dernier d'entre eux, Henry, philosophe et alchimiste qui obtint sous le règne d'Henri IV licence de pratiquer la transmutation des métaux ; il mourut vers 1526 et le domaine de Codnor passa alors à Sir John Zouch, qui avait épousé Elizabeth, tante du dernier propriétaire. Le domaine fut vendu par Sir John Zouch et John Zouch, Esq., son héritier, en 1634, à l'archevêque Neile et son fils, Sir Paul. Leur descendant, Richard Neile, Esq., vendit le manoir et château de Codnor avec ses dépendances, Heanor, Loscoe et Langley, ainsi que le manoir du parc de Codnor, en 1692, à Sir Streynsham Master, qui fut high sheriff en 1712 et occupa le château, mais déjà alors il était à l'état de ruine et depuis lors il est entièrement tombé en ruines et il se dit que six fermes avec les bâtiments annexes qui conviennent ont été édifiées avec les matériaux ramassés sur les ruines. Les canaux de Cromford et d'Erewash se rejoignent ici. »

— White's 1857 Directory of Derbyshire

## Ruines actuelles
Aujourd'hui ne restent du château de Codnor que des ruines fragiles, les quelques pans de muraille encore debout étant soutenus par des échafaudages. Des panneaux sur la barrière qui l'entoure indiquent que le site est maintenant la propriété de la société UK Coal et son accès interdit au public. Néanmoins les sentiers publics voisins offrent de bons points de vue sur les vestiges.
En juin 2007, l'émission Time Team de Channel 4 a organisé une opération de fouille archéologique autour du château, avec quelques résultats intéressants. La trouvaille la plus spectaculaire fut une pièce d'or médiévale parfaitement préservée, trouvée dans le fossé et maintenant exposée au Derby Museum and Art Gallery.